# Butch Cassidy

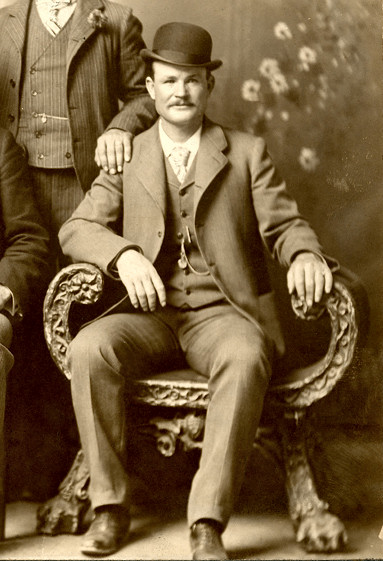
Butch Cassidy, ca. 1895

Butch Cassidy (* 13. April 1866 als Robert Leroy Parker in Beaver, Utah; † vermutlich 1908 in Bolivien) war ein US-amerikanischer Gesetzloser und Revolverheld in den USA und Südamerika. Er und sein Komplize Sundance Kid gehören zu den legendären Gestalten des Wilden Westens.

## Leben

### Frühe Jahre
Butch Cassidy war das älteste von 13 Kindern mormonischer Siedler aus England. Seine Kindheit verbrachte er auf dem Gehöft seiner Eltern in Circleville (Utah). Er war erst Viehzüchter, bevor er später zum Bank- und Eisenbahnräuber avancierte und Anführer der Bande „Butch Cassidys wilder Haufen“ wurde.

### Viehdieb
Zum ersten Mal geriet er mit dem Gesetz in Konflikt, als er in ein Geschäft in Hay Springs einbrach, wo er auf einer Farm arbeitete. Er stahl eine Hose und hinterließ einen Zettel, dass er sie später bezahlen würde. Es ist nicht überliefert, ob er das jemals tat.
Nachdem seine Eltern ihre Farm in einem Rechtsstreit verloren hatten, begann er einen örtlichen Rancher, Mike Cassidy, zu bewundern. Dieser war wegen seiner fragwürdigen Karriere bekannt und möglicherweise an Parkers ersten Viehdiebstählen beteiligt. Etwa 1884 nahm Parker den Namen „Butch Cassidy“ an. Er stahl üblicherweise Vieh von größeren Farmen, die versuchten, kleinere aus dem Geschäft zu drängen. Viele Historiker glauben, dass seine Taten anfangs gut gemeint waren. Er wird oft als „Robin Hood des Wilden Westens“ bezeichnet.

### Verbrechen
Sein erstes schriftlich belegtes Verbrechen war der Raubüberfall auf die San Miguel Valley Bank in Telluride (Colorado) im Juni 1889, wo er mit seiner Bande etwa 24.000 USD erbeutete. Er war einer der Pioniere des berüchtigten „Trecks der Gesetzlosen“ („Outlaw Trail“), der von Kanada durch Montana und Utah nach Mexiko zog.
Nachdem er die Jahre 1894 bis 1896 wegen Pferdediebstahls im Gefängnis verbracht hatte, organisierte er eine Gruppe von Verbrechern, die als „The Wild Bunch“ (der wilde Haufen) bekannt waren. The Wild Bunch wiederum war Teil der „Hole in the Wall“-Gang, eines losen Zusammenschlusses von Gangsterbanden, deren gemeinsamer Unterschlupf der Hole-in-the-Wall-Pass in den Big Horn Mountains in Wyoming war. Das berühmteste Mitglied des Wild Bunch war Harry Longabaugh, der auch „The Sundance Kid“ genannt wurde. Zwischen 1896 und 1901 raubte die Bande über ein Dutzend Banken und Züge aus. 
1901 flohen Cassidy und Sundance zusammen mit dessen Freundin, der Lehrerin Etta Place, auf dem Schiff Soldier Prince über New York nach Argentinien, wo sie einige Jahre in Cholila (Departamento Cushamen) in Patagonien friedvoll als Farmer auf einer eigenen Hazienda von 6000 Hektar Größe lebten. Cassidy, Place, Sundance und der Neuankömmling Harvey Logan überfielen 1905 die Banco del Sur in Santa Cruz. 1907 überfiel das Trio in Begleitung der Lehrerin die Banco de la Nación in Villa Mercedes. Dabei tötete Harvey Logan den Bankdirektor. Logan trennte sich von der Gruppe.
Nachdem Etta Place etwa 1907 in die USA zurückgekehrt war, wo sie an Krebs starb, begannen Cassidy und Sundance wieder mit ihren kriminellen Aktivitäten in wilder Desperado-Manier und erwarben sich einen ähnlich legendären Ruf wie in den Vereinigten Staaten. Zunächst zog es sie nach Feuerland. Über Chile erreichten sie Bolivien, wo sie etwa 1908 von bolivianischen Soldaten gefasst worden sein sollen. Man vermutet, dass sie von diesen erschossen wurden. Über das genaue Datum und über die Frage, ob sie tatsächlich getötet oder nur verletzt wurden, gibt es keine zuverlässigen Quellen.

## Verbleib
In dem bolivianischen Bergarbeiter-Ort San Vicente (4500 m) steht eine Gedenktafel, die an den Tod der beiden Gesetzlosen erinnert. Angeblich wurden sie auf dem örtlichen Friedhof beigesetzt. Dies ist allerdings völlig unbewiesen und nur die in einigen Reiseführern verbreitete Version.
Im Jahr 1992 exhumierte man die Gebeine von „amerikanischen Desperados“ in jenem Dorf. Der anschließende DNA-Test ergab Anfang 1993 jedoch, dass es sich bei den geborgenen Überresten nicht um Butch Cassidy und Sundance Kid handelt. Einige Leute behaupteten damals, die beiden später noch gesehen zu haben. Es gab ebenso Gerüchte, dass die zwei verletzt überlebten und den Rest ihres Lebens unter falschen Namen in Uruguay oder in den USA verbrachten.
Butch Cassidys Schwester Lula Parker Betenson behauptete, er sei zurückgekehrt und habe in den USA weitergelebt. Einer anderen Behauptung zufolge soll er unter dem Namen William K. Phillips ein neues Leben geführt haben und in Spokane im Bundesstaat Washington im Jahre 1937 gestorben sein. Über Sundance Kid gab es ähnliche Gerüchte.

## Mediale Rezeption

### Filme
Das Duo wurde in dem Film Butch Cassidy und Sundance Kid aus dem Jahr 1969 mit Paul Newman und Robert Redford in den Hauptrollen porträtiert. 1979 kam ein Prequel mit dem Titel Butch & Sundance – Die frühen Jahre (Butch and Sundance: The Early Days) heraus. Der spanische Film Blackthorn (2011) zeigt die Geschichte der beiden Protagonisten nach ihrem vermeintlichen Tod im Jahr 1908.

### Videospiele
In Call of Juarez: Gunslinger werden Butch Cassidy und Sundance Kid mehrmals erwähnt. Gegen Ende des Spiels steht ihnen der Spieler dann auf einem Friedhof in einem Mexican Standoff gegenüber.